# Zygmunt Sokołowski (podporucznik)

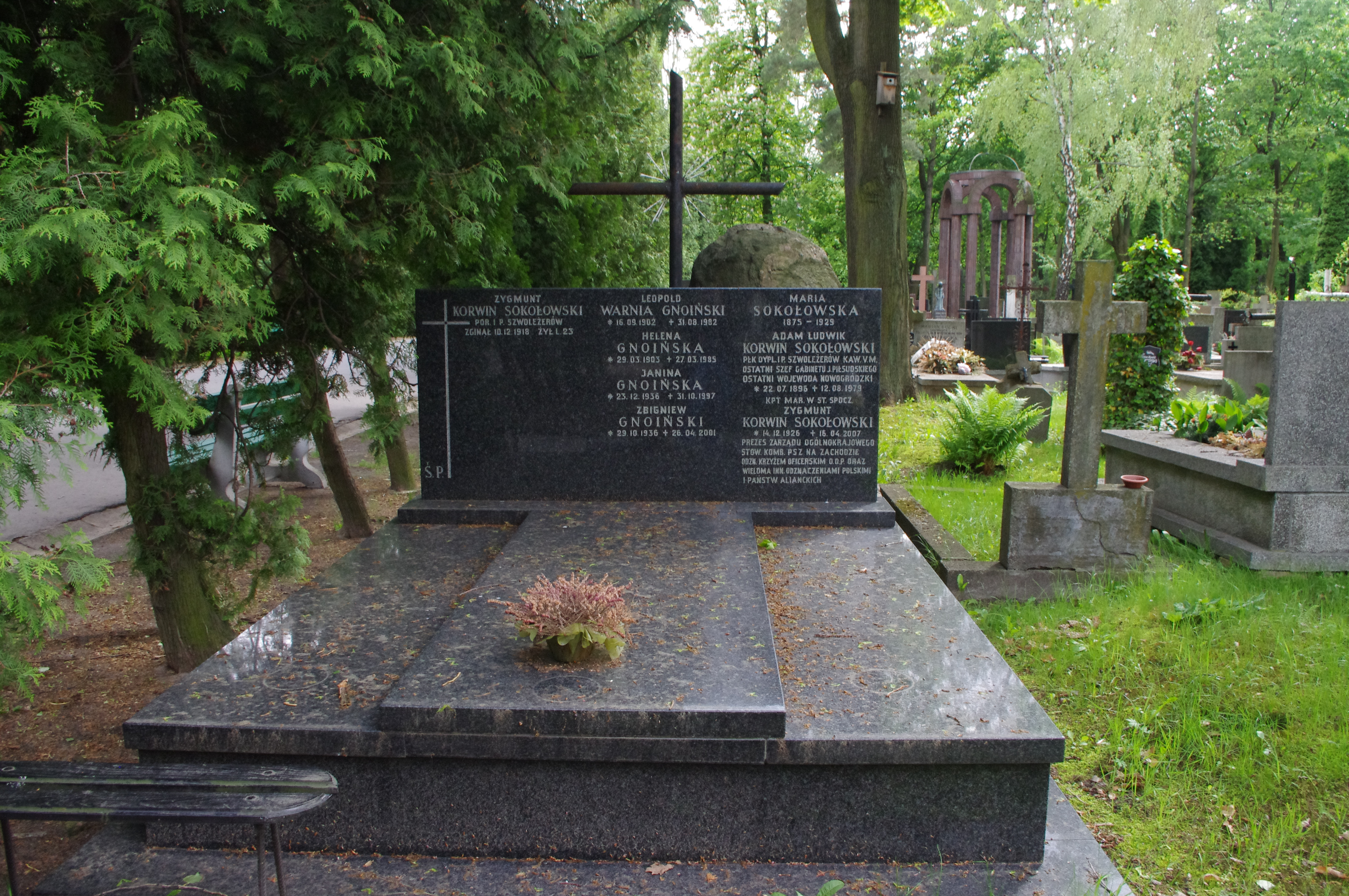
Grób Zygmunta Korwin-Sokołowskiego i Adama Korwin-Sokołowskiego na Cmentarzu Wojskowym na Powązkach

Zygmunt Korwin-Sokołowski (ur. 20 marca 1895 w Januszewicach, zm. 10 grudnia 1918 pod Dołhobyczowem) – podporucznik kawalerii Legionów Polskich i Wojska Polskiego, uczestnik I wojny światowej i wojny polsko-ukraińskiej, kawaler Orderu Virtuti Militari.

## Życiorys
Urodził się w Januszewicach w rodzinie Wincentego i Marii z d. Piaskowskiej. Absolwent SGGW w Warszawie. Od 1911 należał do organizacji niepodległościowych: Związek Walki Czynnej, Związek Strzelecki, Polska Organizacja Wojskowa. Od stycznia 1915 żołnierz 1 pułku ułanów Legionów Polskich. Od listopada 1918 w szeregach odrodzonego Wojska Polskiego w 1 pułku szwoleżerów Piłsudskiego, z którym brał udział w wojnie polsko-ukraińskiej. Od 7 grudnia 1918 na froncie jako dowódca 3 szwadronu kawalerii. 
„Szczególnie odznaczył się w bitwie pod Dołhobyczowem. Zginął podczas szarży przeciwko kilkukrotnie liczniejszemu nieprzyjacielowi, przyczyniając się do przełamania jego linii obronnych”. 30 czerwca 1921 za tę postawę został odznaczony pośmiertnie Orderem Virtuti Militari. 
Pochowany w Warszawie na cmentarzu wojskowym na Powązkach.

## Życie prywatne
Kawaler. Starszy brat Adama Korwin-Sokołowskiego.

## Ordery i odznaczenia
- Krzyż Srebrny Orderu Wojskowego Virtuti Militari nr 3368[1][3] – pośmiertnie, 30 czerwca 1921[2]
- Medal Niepodległości[1]
- Krzyż Walecznych[1]